# مرد خاکستری (فیلم ۲۰۰۷)
مرد خاکستری (به انگلیسی: The Gray Man) (که قبلاً با نام ویستریا: داستان وحشتناک آلبرت فیش شناخته می‌شد) یک فیلم زندگینامه‌ای و دلهره‌آور آمریکایی محصول سال ۲۰۰۷ که بر اساس زندگی واقعی واقعی قاتل زنجیره‌ای، متجاوز و آدمخوار آمریکایی آلبرت فیش ساخته شده‌است. این فیلم برای اولین بار در جشنواره بین‌المللی فیلم مونترآل در ۳۱ اوت ۲۰۰۷ به نمایش درآمد و قرار بود در سال ۲۰۰۷ در سینما اکران شود. این فیلم توسط اسکات فلین کارگردانی شده‌است و پاتریک بوشو بازیگر بلژیکی در نقش آلبرت فیش بازی می‌کند.

## داستان
در سرتاسر فیلم روایتی به سبک فیلم نوآر توسط کارآگاه ویلیام کینگ (با بازی جک کانلی) از اداره افراد گمشده است. کینگ به مدت شش سال به دنبال گریس می‌گردد، تا اینکه سرانجام فیش را ردیابی و دستگیر می‌کند. فیش علیرغم شواهدی مبنی بر جنون خود مجرم شناخته شد و بلافاصله به مرگ بر روی صندلی الکتریکی محکوم شد.

## بازیگران اصلی
- پاتریک بوشو در نقش آلبرت فیش
- جک کانلی در نقش دت. ویل کینگ
- جان ایلوارد در نقش کاپیتان آیرز
- جیلیان آرمینانت در نقش دلیا باد
- سیلاس وایر میچل در نقش آلبرت فیش جونیور.
- ویتو روگینز در نقش کارآگاه ماهر
- مولی میلیگان در نقش گرترود
- لکسی اینسوورث در نقش گریس
- بن هال در نقش آلبرت
- شاون جفرسون در نقش افسر مک دونالد